# Naked Raven
Naked Raven, auch The Ravens, war eine 1994 gegründete australische Band aus Melbourne. In ihrem Stil kombinierte sie Elemente aus Jazz, Pop, Folk-Rock und klassischer Musik.

## Geschichte
Die Band bereiste häufig Europa, insbesondere Deutschland, wo sie ihre größten kommerziellen Erfolge erzielte. Berlin galt als ihre zweite Heimat. Seit ihrer ersten Europatournee 1996 mit Erica Grundell (Gesang, Violine), Russ „Nonstop“ Pinney (Gitarre), Kate Mazoudier (Cello, Bass) und James Richmond (Perkussion) hat sich die Zusammensetzung von Naked Raven mehrmals geändert. Das einzige verbliebene Gründungsmitglied war James Richmond. Der ehemalige musikalische Leiter Russ Pinney lebt inzwischen in den Niederlanden. Die Leadsängerin war ab 2000 Janine Maunder, die zusätzlich auch Piano spielte. Zum Kern der Gruppe gehörte außerdem Stephanie Lindner (Violine, Hintergrundgesang). Bei Live-Auftritten waren zuletzt als Gitarrist Tim McMillan oder Arne Jansen sowie Anne-Christin Schwarz am Cello dabei. Die Band trat 2004 auf dem Festival Songs an einem Sommerabend auf.
Das Live-Album Live Girl wurde als erstes Album der Band in Berlin aufgenommen, das 2006 erschienene Studioalbum Never Quite entstand ebenfalls dort, ebenso einige Songs der Alben ab 2002.
Im September 2008 veröffentlichte die Band das Album Sunday Best, das eine Retrospektive der bis dahin 14-jährigen Bandgeschichte darstellen soll. Es enthält neben acht bereits früher veröffentlichten Titeln drei Neueinspielungen alter Titel mit der aktuellen Bandbesetzung sowie vier komplett neue Stücke.
Im Januar 2010 kam Naked Raven nach eineinhalbjähriger Pause für drei Konzerte nach Deutschland.

## Diskografie
- 1994: Blame
- 1997: Three Remaining Questions
- 2000: Harm’s Way
- 2001: St. Kilda Pier (EP)
- 2002: Wrong Girl
- 2003: Live Girl (Live in der Kalkscheune, Berlin)
- 2004: Someday (Single)
- 2004: Holding Our Breath
- 2005: Home (DVD; Live im Ballhaus Rixdorf, Berlin)
- 2006: Here with You (Single)
- 2006: Never Quite
- 2008: Sunday Best